# Phyllocnistis triploca
Phyllocnistis triploca är en fjärilsart som beskrevs av Edward Meyrick 1928. Phyllocnistis triploca ingår i släktet Phyllocnistis och familjen styltmalar. Inga underarter finns listade i Catalogue of Life.